# Stadio Francisco Morazán
Lo stadio Francisco Morazán (in spagnolo Estadio Francisco Morazán) è un impianto sportivo della città honduregna di San Pedro Sula. Ospita le partite interne del Real España e, occasionalmente del Marathón. Ha una capienza di 18.000 spettatori.

## Storia
Lo stadio fu inaugurato il 1° gennaio 1938.